# Río Sozh
El río Sozh (en bielorruso, Сож; en ruso, Сож; en ucraniano, Сож; en polaco, Soż) es un río de Europa oriental, un importante afluente por la izquierda del río Dniéper que discurre por Bielorrusia y Rusia y durante un corto tramo también forma frontera con Ucrania. Tiene 648 km de longitud y drena una cuenca de 42 100 km². 
El Sozh pasa por Gomel, la segunda ciudad en tamaño de Bielorrusia (481 197 habitantes en 2004). El río es cruzado por un puente flotante de Sozh, en Karma, y un elegante arco de acero en Gomel, que está representado en un sello nacional.
El nombre fue anteriormente Sozh (en ruso, "Сожь", del antiguo eslavo oriental Съжь; se han sugerido etimologías bálticas y fínicas, pero son insatisfactorias y V.A. Zhuchkevich ha propuesto que deriva del antiguo ruso/antiguo bielorruso sozhzh (сожжь) las «partes quemadas de un bosque preparado para el arado», lo que tiene paralelo con otros topónimos.

## Galería

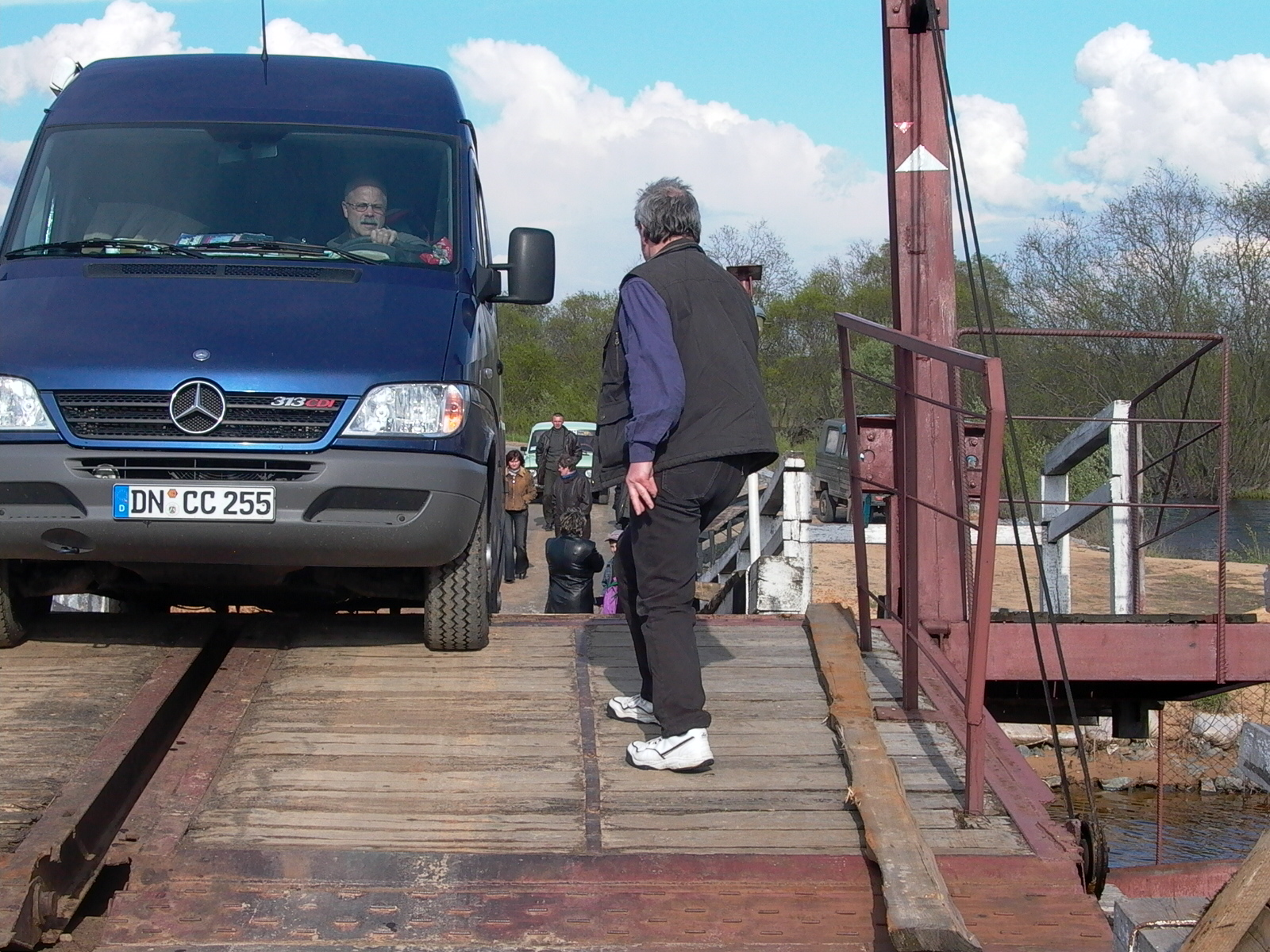
Furgoneta  cruzando el río Sozh en el nuevo puente cerca de Karma, Bielorrusia.
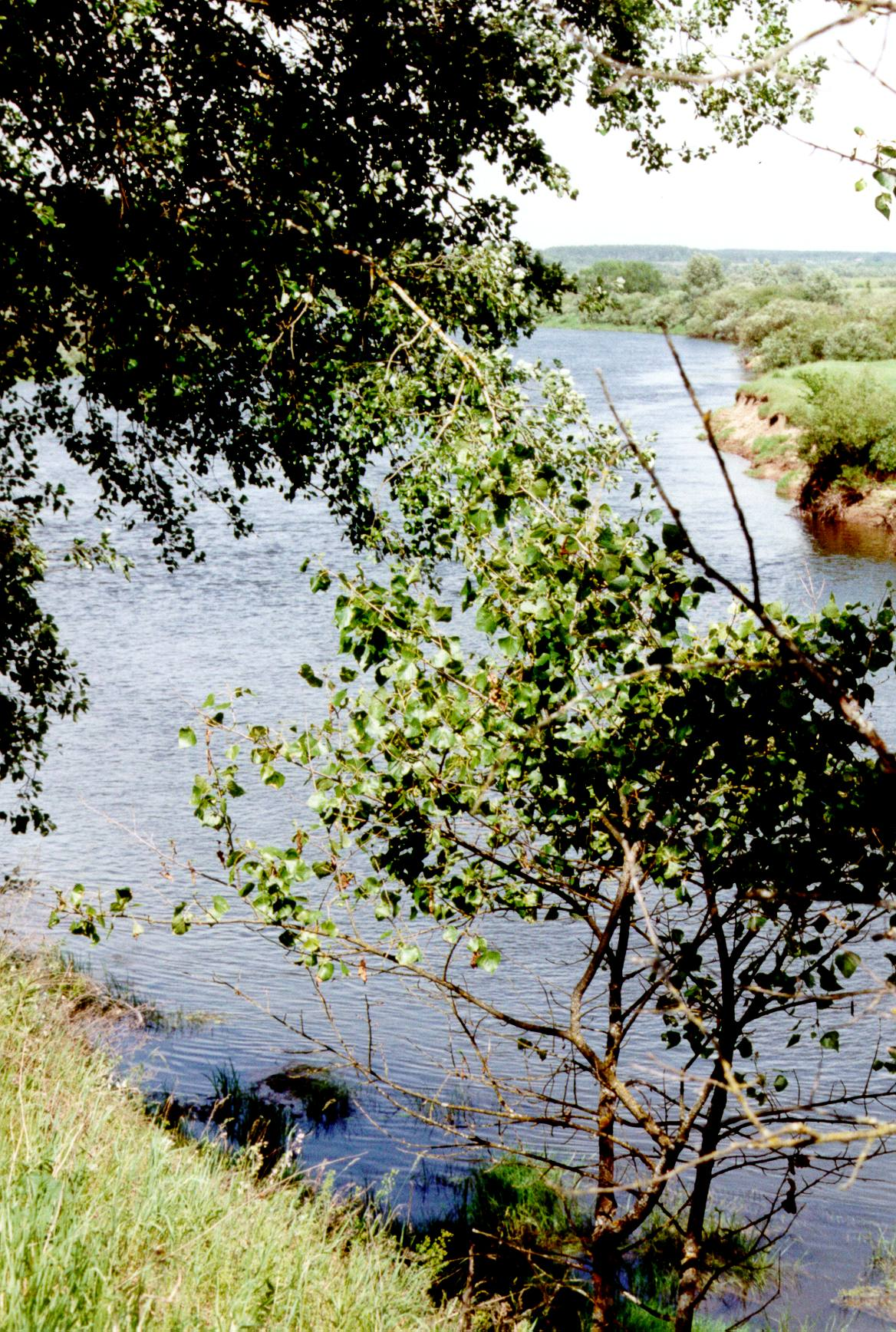
Un  rincón del río Sozh (Сож) en Bielorrusia oriental.
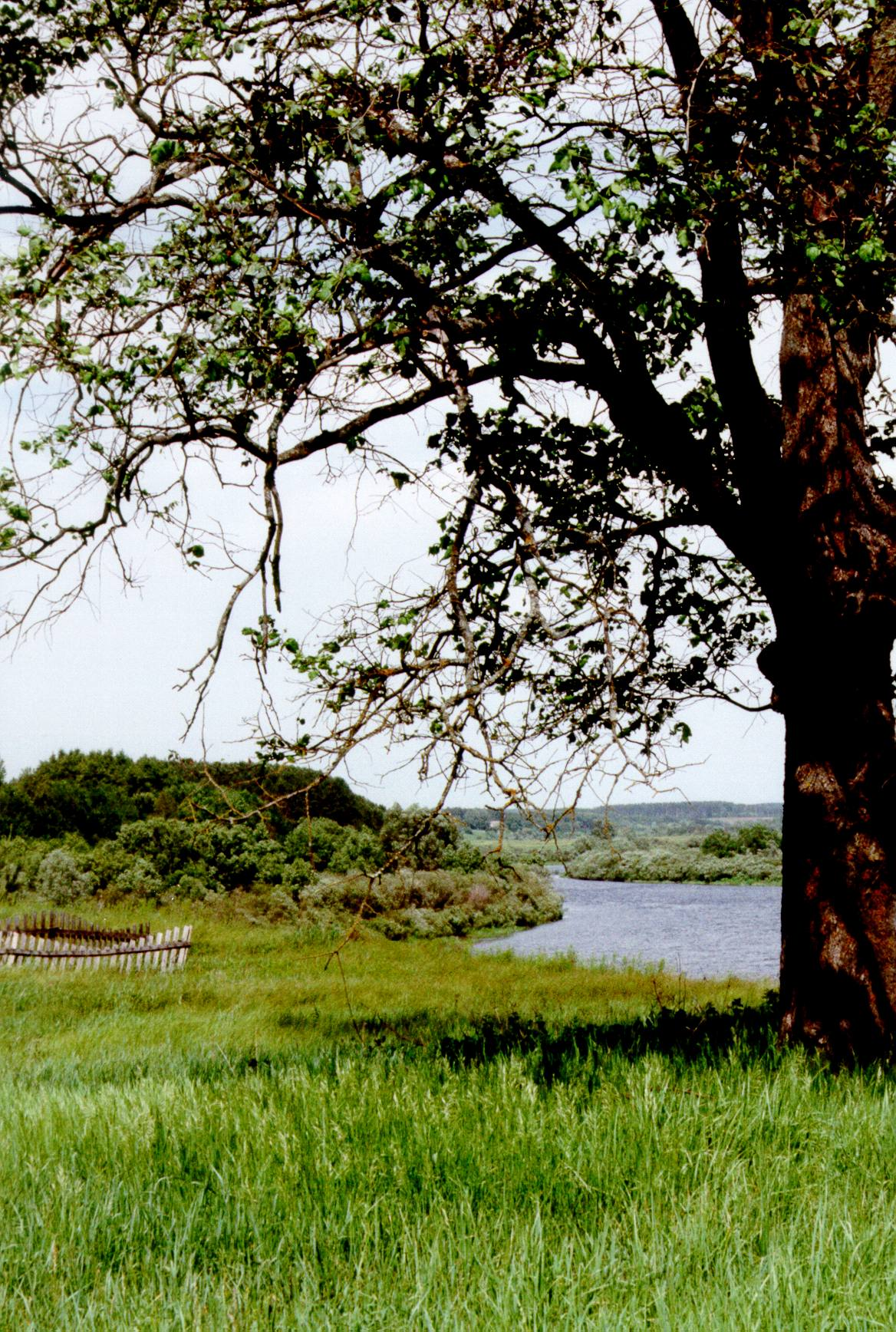
El río  Sozh en Bielorrusia oriental.